# Gastrocotyle hispida
Gastrocotyle hispida là loài thực vật có hoa trong họ Mồ hôi. Loài này được (Forssk.) Bunge mô tả khoa học đầu tiên năm 1849.